# ZX Interface 1

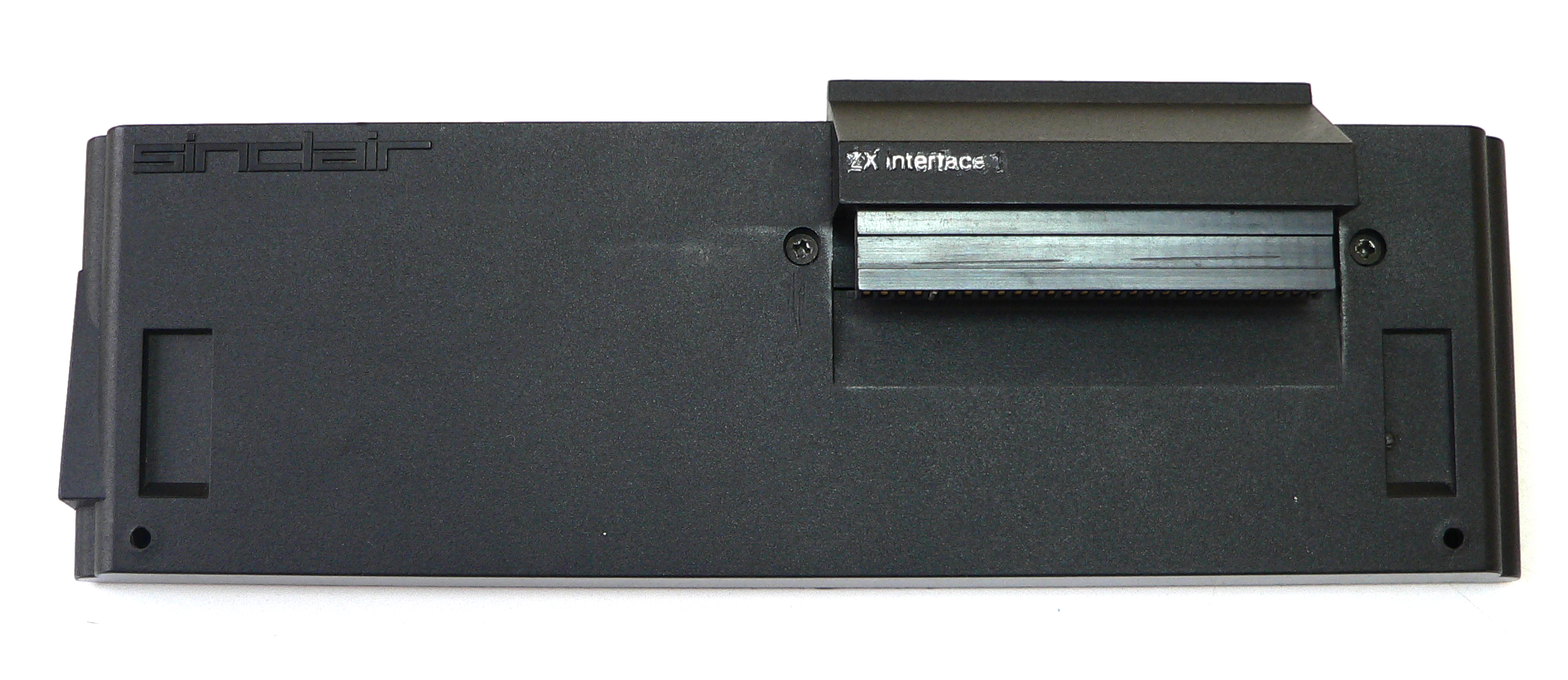
ZX Interface 1

ZX Interface 1 (občas nazývaný také jako ZX Interface I) je interface k počítači Sinclair ZX Spectrum. Obsahuje sériový port, síť ZX Net a port pro připojení mechanik ZX Microdrive. Mechanik ZX Microdrive je možné připojit až osm, k vlastnímu ZX Interface 1 se připojuje pouze první mechanika, další se připojují prostřednictvím předcházející.
Interfacem ZX Interface 1 byly inspirovány disketový řadič Disciple k počítačům Sinclair ZX Spectrum a interface Interfața 1 k rumunským počítačům řady Ice Felix HC kompatibilním se ZX Spectrem.

## Charakteristika zařízení
ZX Interface 1 má svoji vlastní paměť ROM, ve které jsou obsaženy obslužné programy všech zařízení ZX Interface 1. V ROM je také obsažen analyzátor přidaných příkazů určených k ovládní zařízení z Basicu. Původně měly být příkazy pro ZX Interface 1 obsaženy v ROM ZX Spectra, ale počítač byl dán do prodeje před dokončením obslužných programů ZX Interface 1. Záměrem bylo prodat pouze omezený počet nedokončených ZX Specter a následně vydat opravenou ROM, ovšem počítačů se prodalo mnohem více, než bylo očekáváno, takže plán s výměnou ROM byl nerealizovatelný, takže bylo zvoleno řešení s vlastní ROM v ZX Interface 1, která se v případě potřeby připojila místo ROM počítače.
ZX Interface 1 obsahuje průchozí sběrnici, takže je možné připojit i další zařízení, která se standardně připojují na sběrnici počítače ZX Spectrum. K počítačům ZX Spectrum +2A a +3 tento interface připojit nelze kvůli odlišnostem v rozložení signálů systémového konektoru těchto počítačů. Ze stejných důvodů může dojít ke zničení počítače po připojení zařízení k některým klonům počízače ZX Spectrum, např. k počítači Didaktik Gama.
S pomocí programu ve strojovém kódu lze doplňkový interpret v ROM ZX Interface 1 rozšířit o další příkazy.

## Technické informace

### Stránkování paměti
Paměť ROM ZX Interface 1 je připojena místo paměti ROM počítače při skoku na adresu 8 a na adresu 5896 (šestnáctkově 1708, adresa rutiny příkazu CLOSE #) v ROM ZX Spectra, odpojena je při skoku na adresu 1792 (šestnáctkově 700).

### Používané porty
ZX Interface 1 obsazuje porty procesoru 231 (šestnáctkově E7), 239 (šestnáctkově EF) a 247 (šestnáctkově F7).
| desítkově | šestnáctkově | dekódování | význam                                 |
| 231       | E7           | xxx00xxx   | data ZX Microdrive                     |
| 239       | EF           | xxx01xxx   | ovládání ZX Microdrive, RS-232, ZX Net |
| 247       | F7           | xxx10xxx   | data RS-232, ZX Net                    |

Při operacích s portem 231/E7 dojde k zastavení procesoru počítače, dokud není zpracováno všech osm bitů dat. Proto, pokud je prováděno čtení z tohoto portu bez spuštěného motoru ZX Microdrive, činnost počítače se zastaví a je nutný reset. Tento stav je známý pod anglickým pojmem in 0 crash.
Význam jednotlivých bitů hodnoty odeslané na port 239 a čtené z tohoto portu je následující:
|       | 7 | 6 | 5          | 4         | 3                | 2                     | 1                  | 0 |
| čtení |   |   |            | busy      | RS-232DTR        | MicrodriveGAP         | MicrodriveSync     | Microdrivecartridge je pouze pro čtení                                                                                      |
| zápis |   |   | ZX NetWait | RS-232CTS | Microdrivemazání | Microdrivečtení/zápis | Microdrivečasování | Microdrivevýběr aktivní jednotky současně určuje, zda data posílaná na port 247 budou odeslána přes RS-232 nebo přes ZX Net |

Význam jednotlivých bitů hodnoty odeslané na port 247 a čtené z tohoto portu je následující:
|       | 7         | 6 | 5 | 4 | 3 | 2 | 1 | 0                                |
| čtení | RS-232TxD |   |   |   |   |   |   | ZX Netpřijímaná data             |
| zápis |           |   |   |   |   |   |   | ZX Net:odesílaná data RS-232:RxD |